# József Katona
József Katona (Kecskemét, 11 de noviembre de 1791 - 16 de abril de 1830) fue un dramaturgo y poeta húngaro, considerado como el fundador del drama húngaro, sobre todo gracias a su tragedia histórica Bánk bán.

## Biografía
József Katona estudió Derecho en la Universidad de Pest, lo que le permitió entrar en contacto con el mundillo literario y teatral de Pest, en aquel momento la capital cultural de Hungría: trabajó como actor y escribió diversas obras de teatro y adaptaciones de obras alemanas para los escenarios húngaros. Durante esta época también se enamoró perdidamente de la principal actriz del momento, Mme. Déry, pero nunca fue correspondido.
József Katona escribió la más importante de sus obras, Bánk bán, para una competición literaria organizada por un periódico de Cluj-Napoca en 1815. La competición pedía que se presentaran dramas históricos de tema húngaro. El resultado fue desilusionante para Katona: el concurso quedó desierto, y su obra no fue ni siquiera mencionada. Después de esto reescribió su obra y la publicó privadamente en 1820, pero siguió sin obtener ningún éxito. Los diez últimos años de su vida los pasó en su pueblo natal, Kecskemét, sin escribir ninguna nueva obra para el teatro. Allí murió el 16 de abril de 1830, de un ataque al corazón.

## Bánk bán
La obra trata sobre Bánk, que fue virrey de Andrés II de Hungría (1205-35) durante el tiempo que este pasó en campañas militares en el extranjero. Durante uno de estos periodos, Bánk se implica en una conspiración contra la esposa del rey, y aunque trata de impedir la rebelión, finalmente es él mismo quien mata a la reina, por razones políticas y personales: la reina había tomado parte en un complot anterior, a resultas del cual la mujer de Bánk lo había traicionado. 
El complejo personaje de Bánk, y su constante conflicto entre la obligación pública y el sufrimiento privado hacen de esta una de las mejores obras de la dramaturgia húngara. Fue escrita en un momento en el que los intelectuales del país se oponían al absolutismo de los Habsburgo, situación que tenía un enorme paralelismo con la época medieval en que se situaba el drama, en que los húngaros se rebelaban contra otra opresión externa. Esto hizo que el drama fuera prohibido por el gobierno, hasta que, el 15 de marzo de 1848, en el contexto de la Revolución Húngara de 1848, el Teatro Nacional Húngaro programó una primera representación de Bánk Bán.

## Obras
- Aubigny Clementina, 1813
- Ziska, 1813
- Jeruzsálem pusztulása, 1814
- A rózsa, vagy a tapasztalatlan légy a pókok között, 1814
- Bánk bán, 1815; versión corregida, 1819